# جامعة المهرة
جامعة المهرة هي جامعة حكومية تقع في مدينة الغيضة عاصمة محافظة المهرة شرق الجمهورية اليمنية. أُنشأت الجامعة بالقرار الجمهوري رقم (23) لسنة 2022م والقرار الجمهوري رقم (24) لسنة 2022م بشأن تعيين رئيساً ونواباً للجامعة.

## النشأة والكليات
قبل إنشاء الجامعة كانت بمحافظة المهرة كليتان وفرع لكلية تتبع جامعة حضرموت وهي:
1. كلية التربية والتي تأسست في العام 1998م.
2. فرع كلية التعليم المفتوح الذي تأسس في العام 2017م.
3. كلية العلوم التطبيقية والإنسانية والتي تأسست في العام 2018م.

ضُمت هذه المؤسسات إلى جامعة المهرة وتم تأسيس ثلاث كليات جديدة في العام 2023م وهي:
1. كلية الآداب والعلوم الإنسانية والاجتماعية.
2. كلية العلوم الإدارية.
3. كلية العلوم التطبيقية والصحية.
4. وتم تحويل فرع كلية التعليم المفتوح إلى كلية التعليم المفتوح.

## المراكز
بالإضافة إلى الكليات الست يتبع الجامعة أربعة مراكز هي:
1. مركز التطوير الاكاديمي وضمان الجودة.
2. مركز اللغة المهرية للدراسات والبحوث.
3. مركز المعلومات.
4. مركز التدريب والتأهيل وخدمة المجتمع.

## المنشورات
تُصدر الجامعة مجلة جامعة المهرة للعلوم الإنسانية نصف السنوية المُحكَّمة التي أنشئت في العام 2001م.